# セオドア・シュルツ
セオドア・ウィリアム・シュルツ（Theodore William Schultz、1902年4月30日 - 1998年2月26日）は、アメリカ合衆国のシカゴ学派の農業経済学者。経済発展理論と農業経済学における学問的貢献で知られる。この功績が称えられ、1979年にシュルツはアーサー・ルイスとともにノーベル経済学賞を受賞した。

## 生涯
- 1902年4月30日 シュルツはアメリカのサウスダコタ州アーリントンに生まれた。
- 1921年 サウスダコタ州立大学に入学し農学を学ぶ。
- 1924年 ウィスコンシン大学へ進学する。
- 1927年 ウィスコンシン大学を卒業する。
- 1930年 ウィスコンシン大学より農業経済学の博士号を取得する。
- 1930年 - 1943年　アイオワ州立大学で教鞭を執る。
- 1943年　アイオワ州立大学の管理責任者が「バターの代わりにオレオマーガリンに代えるべき」というレポートを止めさせたので、大学を辞める。
- 1946年　シカゴ大学へ移る。
- 1952年　シュルツはシカゴ大学で教授に就任。
- 1960年　アメリカ経済学会会長。
- 1961年　シカゴ大学の名誉教授となる。
- 1979年　アーサー・ルイスとともにノーベル経済学賞を受賞する。
- 1998年2月26日　イリノイ州エヴァンストンで没する。

## 業績
- シュルツの主たる研究領域は農業経済学である。また、教育経済学、開発経済学に関する研究も行った。

- シュルツは新古典派経済学の見地から、農業経済学を国民経済、特に市場メカニズムという枠組みの中で論じることを提唱し、実証的研究基盤から、アメリカ合衆国の農業の生産性上昇における問題点を理論的に分析した。そしてその結果から、真の農業進歩のためには研究開発、新技術の普及および教育などの人的資本への投資を重視する必要のあることを主張し、この主張に基づき発展途上国の発展理論を構築した。

- さらにシュルツは、この理論を基に1970年代から発展途上国で本格的に導入された農業近代化戦略（緑の革命）を理論的に支える役割を担い、農業の新技術の導入による生産性の飛躍的な向上に尽力した。そして1979年には、「発展途上国問題の考察を通じた経済発展に関する先駆的研究」が称えられ、アーサー・ルイスとともにノーベル経済学賞を受賞した。

- シュルツの人的資本に関する分析は、現在の新しい家計理論・人口理論の先駆的業績であり、人的資本論の創始者の1人として挙げられる。またシュルツは多くの農業経済学者や開発経済学者を育成し、ミルトン・フリードマンとともにシカゴ学派の重鎮の1人としても数えられている。

## 日本語訳著書
- 『不安定經濟に於ける農業』（群芳園, 1949年）
- 『農業の経済組織』（中央公論社, 1958年）
- 『教育の経済価値』（日本経済新聞社, 1964年）
- 『農業近代化の理論』（東京大学出版会, 1966年／UP選書, 1969年）
- 『経済成長と農業』（農政調査委員会, 1971年）
- 『貧困の経済学』（東洋経済新報社, 1981年）
- 『「人間資本」の経済学』（日本経済新聞社, 1985年）